# Leptochilus pedunculatus
Leptochilus pedunculatus là một loài thực vật có mạch trong họ Polypodiaceae. Loài này được (Hook. & Grev.) Fraser-Jenk. mô tả khoa học đầu tiên năm 2008.